# 霍夫德島
69°15′S 76°52′E / 69.250°S 76.867°E
霍夫德島是南極洲的島嶼，位於普里茲灣，處於霍夫德冰川末端，該島嶼根據1936年挪威探險隊的空中照片繪入地圖，現時由南極條約體系管理。